# Wetlands (film, 2017)
Pour les articles homonymes, voir Wetlands.
Pour plus de détails, voir Fiche technique et Distribution.
Wetlands est un thriller américain écrit et réalisé par Emanuele Della Valle sorti en 2017.

## Fiche technique
Sauf indication contraire, les informations mentionnées dans cette section peuvent être confirmées par la base de données cinématographiques IMDb,  présente dans la section « Liens externes ».
- Titre original : Wetlands
- Réalisation et scénario : Emanuele Della Valle
- Montage : Ray Hubley
- Production : Fred C. Caruso
- Sociétés de production : Wetlands Productions
- Société de distribution :
- Musique : Trevor Gureckis
- Pays d'origine :  États-Unis
- Langue originale : anglais
- Lieux de tournage : Atlantic City et Cape May, New Jersey, États-Unis
- Genre : drame, fantasy, romance saphique
- Durée : 98 minutes (1 h 38)
- Dates de sortie : 
  - États-Unis : 15 septembre 2017

## Distribution
- Heather Graham : Savannah
- Jennifer Ehle : Kate
- Christopher McDonald : Paddy Sheehan
- Adewale Akinnuoye-Agbaje : Babel 'Babs' Johnson
- Rob Morgan : Sergent Walker
- Jake Weber : Sergent McCulvey
- Louis Mustillo : Jimmy
- Sean Ringgold : Big G
- Tyler Elliot Burke : Alfie
- Lauren LaVera : Buttercup / Pusher
- Pamela Dunlap : Mlle Harrington
- Celeste O'Connor : Amy
- Barry Markowitz : Lollypop
- Reyna de Courcy : la surfeuse
- Lou Morey : Kenny